# Pont-lès-Bonfays
Pont-lès-Bonfays is een gemeente in het Franse departement Vosges (regio Grand Est) en telt 86 inwoners (2009). De plaats maakt deel uit van het arrondissement Épinal.

## Geografie
De oppervlakte van Pont-lès-Bonfays bedraagt 4,4 km², de bevolkingsdichtheid is dus 19,5 inwoners per km².
De onderstaande kaart toont de ligging van Pont-lès-Bonfays met de belangrijkste infrastructuur en aangrenzende gemeenten.

## Demografie
Onderstaande figuur toont het verloop van het inwonertal (bron: INSEE-tellingen).